# Paper Mario: The Thousand-Year Door
Paper Mario: The Thousand-Year Door é um RPG eletrônico lançado em 2004, desenvolvido pela Intelligent Systems e publicado para o GameCube. The Thousand-Year Door é o segundo jogo da franquia Paper Mario depois do lançamento do jogo homônimo, e faz parte da franquia Mario. No jogo, quando Mario e a Princesa Peach se envolvem na busca por um tesouro místico que contém uma grande fortuna, Peach é raptada por um grupo alienígena chamado X-Nauts; Mario parte em uma jornada para encontrar o tesouro e salvar a princesa. Um remake do jogo para o Nintendo Switch foi lançado em 23 de maio de 2024.
The Thousand-Year Door mantém muitos elementos de jogabilidade de seu antecessor, como um estilo de arte baseado em desenhos e um sistema de batalha por turnos com ênfase na execução precisa dos movimentos. Durante a maior parte do jogo, o jogador controla Mario, embora Bowser e a Princesa Peach sejam jogáveis em determinados momentos. O jogo foi anunciado na Game Developers Conference de 2003, sendo lançado no final de julho de 2004 no Japão e no final do ano para o resto do mundo.
O jogo foi elogiado pelos críticos, geralmente aclamado por sua trama envolvente e jogabilidade. The Thousand-Year Door ganhou o prêmio de "Jogo de RPG do Ano" no Interactive Achievement Awards de 2005 e é frequentemente considerado o melhor jogo da franquia. O jogo foi sucedido por Super Paper Mario, lançado para o Wii em 2007.

## Jogabilidade
The Thousand-Year Door é um jogo de RPG que incorpora elementos não tradicionais do gênero. O jogador controla uma versão bidimensional do Mario e explora uma variedade de mundos desenhados para parecerem de papel. Nestes locais, ele tem a tarefa de recuperar sete Estrelas de Cristal, o que envolve Mario completando quebra-cabeças e derrotando inimigos para progredir.
No mundo do jogo, o jogador pode encontrar itens que podem ser usados dentro e fora do combate. Os efeitos desses itens variam desde curar Mario ou seu parceiro até causar dano ao oponente. Mario também pode comprar "insígnias" de personagens não jogáveis (NPCs), encontrá-las escondidas no ambiente ou obtê-las ocasionalmente de inimigos derrotados. Cada insígnia requer uma certa quantidade de Pontos de Insígnia (BP) de Mario para ser equipada. Quando equipadas, essas insígnias podem aprimorar permanentemente uma habilidade ou aspecto específico, ou, em alguns casos, dar novas habilidades a Mario. Ao longo do jogo, até sete personagens se juntam permanentemente ao grupo do jogador; um personagem acompanha Mario a qualquer momento e pode ser trocado a qualquer instante. Cada personagem tem uma habilidade especial, algumas das quais são necessárias para resolver quebra-cabeças. Essas habilidades incluem ativar interruptores e remover barreiras físicas. Mario também é "amaldiçoado" com habilidades que permitem que ele se transforme em um barquinho ou um avião de papel; essas transformações são realizadas quando ele está em um "painel de ativação" especial. Durante o intervalo entre os capítulos do jogo, o jogador controla Peach na Fortaleza X-Naut e Bowser em vários níveis de rolagem lateral baseados no jogo original Super Mario Bros.

### Combate

Mario e Goombella lutam contra Hooktail, O primeiro grande chefe do jogo. A audiêcia assistindo à batalha reage quando o jogador ataca com sucesso

Semelhante ao seu antecessor, o combate em The Thousand-Year Door segue um sistema de batalhas por turnos. Quando Mario entra em contato com um inimigo no mundo exterior, o jogo transita para uma tela de batalha, que ocorre em um palco. Pular ou martelar um inimigo antes de entrar no modo de combate causará um "Primeiro Ataque", permitindo que Mario cause dano ao inimigo antes que o combate regular comece. Da mesma forma, alguns inimigos podem atacar primeiro e causar dano a Mario antes que o combate regular comece. O jogador controla tanto Mario quanto seu parceiro selecionado no momento e escolhe ações para cada um deles, que incluem atacar um inimigo, usar um item ou trocar o parceiro por outro. Atacar e defender podem ser aprimorados executando pressões de botão cronometradas. Por exemplo, pressionar o botão quando Mario pula sobre um inimigo faz com que ele pule sobre ele uma segunda vez. Os inimigos têm vantagens baseadas em sua posição no palco ou em suas características. Alguns ataques do jogador, como o martelo de Mario, só podem atingir inimigos no chão, e inimigos com espinhos causarão dano a Mario se ele pular sobre eles.
Cada personagem tem seus próprios pontos de vida (HP) que diminuem cada vez que é atacado por um inimigo. Quando o HP de um parceiro é reduzido a 0, o parceiro se torna inativo e não pode ser usado até ser revivido. No entanto, se o HP de Mario for reduzido a 0, o jogo termina e o jogador deve começar novamente a partir do último ponto salvo. Ataques mais fortes exigem Pontos de Flor (FP) para serem executados sendo compartilhados entre Mario e seus parceiros. Ataques especiais, desbloqueados cada vez que o jogador adquire uma Estrela de Cristal, são mais poderosos e exigem quantidades variadas de Poder de Estrela para serem executados. Se o jogador vencer a batalha, ele é recompensado com Pontos de Estrela; a cada 100 Pontos de Estrela, o jogador sobe de nível e escolhe aumentar a quantidade máxima de HP, FP ou BP de Mario.
Também durante a batalha, uma plateia espectadora reage ao desempenho do jogador. Se o jogador se sair bem, os aplausos da plateia irão reabastecer o Poder de Estrela. Se o jogador se sair de forma espetacular, a plateia pode jogar itens para o jogador, como um cogumelo. Por outro lado, a plateia pode jogar objetos que causam dano ao jogador ou sair se o jogador se sair mal em uma batalha. A plateia começa com um tamanho máximo de 50 e pode crescer até 200 à medida que o jogador sobe de nível durante o jogo.

## Enredo
The Thousand-Year Door é ambientado no Reino dos Cogumelos. A cidade de Rogueport serve como o mundo central, conectando-se a todos os outros locais do jogo. A história é dividida em oito capítulos e um prólogo, cada um dos quais se passa principalmente em uma das áreas únicas. Cada um dos principais locais é projetado em torno de um tema específico; Glitzville, por exemplo, é uma cidade flutuante conhecida por sua arena de luta. Os inimigos e habitantes da cidade no jogo variam de personagens recorrentes de Mario, como Boo, a personagens exclusivos do jogo, como os X-Nauts.

### Personagens
The Thousand-Year Door contém vários personagens, a maioria dos quais não são jogáveis. A progressão no jogo às vezes depende da interação com personagens não jogáveis, embora muitos sejam usados nas várias missões secundárias menores do jogo. Em particular, o Professor Goomba, Frankly, que sabe mais sobre os mistérios relacionados a Rogueport, deve ser visitado sempre que Mario recupera uma Estrela de Cristal. O jogo continua a tradição de Paper Mario, na qual Mario pode ser acompanhado por um personagem assistente de cada vez. Existem sete membros do grupo no total: Goombella, a Goomba; Koops, o Koopa; Madame Flurrie, o espírito do vento; um Yoshi que é nomeado pelo jogador; um ser sombrio chamado Vivian; o Almirante Bobbery, o Bob-omb; e a opcional Ms. Mowz, a Squeek. Na versão original japonesa e em algumas traduções europeias, Vivian é uma mulher transgênero, enquanto no roteiro das versões originais em inglês foi alterado para remover qualquer menção à sua condição de ser transgênero. Apesar disso, ela é frequentemente citada como uma personagem LGBTQ+ popular em jogos eletrônicos.
Mario é o protagonista de The Thousand-Year Door, embora a história também se alterne entre partes nas quais o jogador joga brevemente como a Princesa Peach e o Bowser. A maior parte da história de Peach é gasta em sua interação com a IA de um computador dos X-Nauts, TEC, que se apaixona pela Princesa Peach apesar de não entender completamente o conceito de amor. A Princesa Peach concorda em ensinar TEC sobre o amor em troca da habilidade de entrar em contato com Mario via e-mail. O antagonista da série, Bowser, tenta coletar as Estrelas de Cristal antes de Mario, em vez de se opor diretamente a ele, embora suas tentativas se tornem principalmente alívio cômico.

### História
O jogo começa com uma introdução sobre uma cidade à beira-mar, que foi destruída por um cataclismo e consequentemente afundou nas profundezas da terra. Rogueport foi posteriormente construída neste local, com as riquezas do reino perdido lendário acreditadas em existir atrás da epônima Porta Milenar, localizada nas ruínas da cidade antiga. Peach envia a Mario um mapa do tesouro mágico que ela havia comprado em Rogueport, chamando-o para vir. Antes de Mario chegar, ela é capturada pelos X-Nauts, liderados por Grodus, que pretendiam obter o mapa. Com a ajuda de Goombella e Professor Frankly, Mario descobre que o mapa pode potencialmente revelar a localização das sete lendárias Estrelas de Cristal, que são necessárias para destrancar a Porta Milenar. Mario então parte e coleta todas as Estrelas de Cristal, adquirindo novos parceiros pelo caminho.
Enquanto isso, Peach é mantida cativa na base dos X-Nauts na Lua. Ela gradualmente descobre o plano dos X-Nauts e envia por e-mail suas descobertas para Mario. Enquanto isso, Bowser tenta roubar as Estrelas de Cristal para si para tentar dominar o mundo. O "tesouro" é a adormecida Rainha das Sombras, o demônio responsável pelo cataclismo antigo. Grodus planeja ressuscitar a Rainha das Sombras usando o corpo de Peach como seu novo recipiente, acreditando que ele poderia controlá-la e conquistar o mundo. Peach é removida de sua base antes de Mario chegar. Mario destranca a Porta Milenar com as Estrelas de Cristal, mas não consegue impedir a possessão da Peach pela Rainha das Sombras. Com a ajuda das Estrelas de Cristal, Mario derrota e exorciza a Rainha das Sombras, impedindo que sua magia negra engula o mundo. Dias após Mario retornar para casa, Toadsworth informa a ele que Peach encontrou outro mapa do tesouro e convida Mario a encontrar o tesouro em Rougeport novamente, para seu desgosto.

## Desenvolvimento e lançamento
A Nintendo revelou The Thousand-Year Door na Game Developers Conference de 2003. Antes de seu lançamento, o jogo foi confirmado ser uma continuação direta do jogo de Nintendo 64 Paper Mario e era conhecido provisoriamente como Mario Story 2 no Japão e Paper Mario 2 na América do Norte. Uma prévia do jogo estava disponível na E3 de 2004, que incluía o Hooktail Castle e um nível bônus do Bowser como fases jogáveis. O jogo foi lançado em 22 de julho de 2004, no Japão, 11 de outubro na América do Norte, 12 de novembro na Europa, e 18 de novembro na Austrália.

## Recepção
Paper Mario: The Thousand-Year Door foi bem recebido, com os agregadores de críticas Metacritic e GameRankings dando ao jogo 87/100 e 88/100, respectivamente. Os críticos elogiaram particularmente a trama: Greg Kasavin, do GameSpot, afirmou que "cada [capítulo] proporciona uma emoção de descoberta". Tom Bramwell, da Eurogamer, apreciou a história caprichosa em comparação com os jogos de RPG tradicionais, comentando que "[é] algo mais próximo de Procurando Nemo do que Final Fantasy, o que é, de fato, um elogio." Os personagens do jogo também foram bem recebidos, com os revisores elogiando o uso de NPCs e texto. Apesar disso, alguns comentaristas reclamaram que a história se desenvolvia lentamente nas fases iniciais do jogo. A Eurogamer classificou a abundância de texto como "o único grande obstáculo" do jogo.
Uma das principais características de The Thousand-Year Door, o uso de uma mecânica de jogo baseada em papel, foi bem recebida pelos revisores. Ao se referir ao tema de papel, a 1UP comentou que "é uma abordagem coesa e inteligente que transforma o estilo visual do jogo em algo mais do que apenas uma aparência." Os críticos também comentaram extensivamente sobre o sistema de batalha do jogo, que se desviou dos RPGs tradicionais. O GameSpy elogiou o uso das ações cronometradas no sistema de batalha, afirmando que "esses elementos de ação rápida foram projetados para ser divertidos e envolventes, e eles conseguem isso maravilhosamente." Os revisores também elogiaram o conceito de ter uma plateia para recompensar ou criticar Mario durante as batalhas.
Os visuais do jogo receberam uma resposta mista dos críticos. A GameSpot apreciou a apresentação do jogo, escrevendo que "ele exibe um nível de arte visual e habilidade técnica igualado ou superado por poucos outros jogos de GameCube." Por outro lado, alguns revisores reclamaram que os gráficos não eram muito superiores aos de seu antecessor, Paper Mario. Quanto ao uso de áudio, a IGN declarou ser "música de jogo em sua forma mais pura", mas questionou a ausência de dublagem no jogo baseado em texto. A RPGamer comentou que a música "na maior parte é muito bem feita", mas que a música de batalha percebida como repetitiva era "uma das maiores falhas" do jogo. O jogo ganhou o prêmio de "Jogo de RPG do Ano" na 8.ª edição dos Interactive Achievement Awards (agora conhecidos como D.I.C.E. Awards), e foi indicado aos prêmios de "Melhor História", "Melhores Gráficos, Artísticos" e "Jogo Mais Engraçado" de 2004 pela GameSpot. O jogo foi classificado em 56.º na lista dos "100 Melhores Jogos da Nintendo" da Official Nintendo Magazine. A revista Edge posicionou o jogo em 93.º na sua lista dos 100 melhores videogames em 2007. Em 2023, a Time Extension incluiu o jogo na sua lista dos "Melhores JRPGs de Todos os Tempos". Em 2023, o escritor da GameSpot Brandon Hesse classificou o jogo como o melhor RPG do Mario de todos os tempos, descrevendo-o como o "ápice da franquia Paper Mario" e "um dos melhores RPGs já feitos".
Na sua primeira semana de lançamento no Japão, The Thousand-Year Door foi o jogo mais vendido, com cerca de 159 mil unidades vendidas. Posteriormente, vendeu 409 mil unidades no país e 1,23 milhões de cópias na América do Norte. Desde então, o jogo foi incluído na linha Player's Choice. Até dezembro de 2007, a versão de GameCube do jogo vendeu 1,91 milhões de cópias em todo o mundo.

### Legado
The Thousand-Year Door é considerado por muitos como o melhor jogo da franquia Paper Mario. Jogos posteriores da franquia, a partir de 2007 com Super Paper Mario, começaram a mudar o formato e o gênero após cada lançamento para se adequar ao escopo de uma franquia de ação e aventura, removendo certos elementos de RPG e outras características, como o combate por turnos. Essa nova abordagem foi frequentemente criticada pelos críticos, e a maioria dos revisores comparava os novos jogos com The Thousand-Year Door para destacar o que esses jogos estavam faltando. Paper Mario: The Origami King trouxe de volta alguns elementos menores que haviam sido removidos dos jogos anteriores, como Paper Mario: Sticker Star, mas a maioria dos críticos ainda criticou o jogo por não incluir características clássicas.

## Remake
Um remake de Paper Mario: The Thousand-Year Door para o Nintendo Switch foi anunciado durante uma apresentação do Nintendo Direct em 14 de setembro de 2023. O remake contém gráficos, animações e músicas refeitas, além de alguns recursos exclusivos. Entre eles, foi adicionado um sistema de navegação mais rápido, adicionado o limite de itens e moedas, uma insígnia para altera a música para verão original de GameCube, uma galeria para visualizar artes e músicas e dois novos chefes secretos.
Alterações foram realizadas no roteiro em inglês, incluindo a restauração da representação de Vivian como personagem trans. Foi lançado em 23 de maio de 2024. Nintendo Life relatou que o jogo roda a 30 quadros por segundo, em oposição aos 60 do original, mas observou que isso não afetou muito a experiência de jogo.
O remake foi igualmente bem recebido no lançamento, com pontuação média de 88/100 no Metacritic. Embora algumas críticas tenham sido direcionadas à taxa de quadros mais baixa do jogo e à falta de material adicional, os elogios foram direcionados aos visuais aprimorados e às melhorias feitas para reduzir a necessidade de ir e voltar por um mesmo local, que era uma crítica comum ao original. Muitos críticos direcionaram elogios que já haviam sido dados ao original do GameCube, incluindo a história, sistema de batalha e locais.

## Processo
Em 2008, a Morgan Creek Productions entrou com um processo contra a Nintendo, alegando que a empresa utilizou ilegalmente a música "You're So Cool" do filme Amor à Queima-Roupa num anúncio para o jogo. A Morgan Creek desistiu do caso seis dias depois, após a Nintendo revelar que a agência de publicidade, Leo Burnett USA, Inc., tinha a licença para a música.